# یوتا بابا
یوتا بابا (انگلیسی: Yuta Baba؛ زادهٔ ۲۲ ژانویهٔ ۱۹۸۴) بازیکن فوتبال اهل ژاپن است.
از باشگاه‌هایی که در آن بازی کرده‌است می‌توان به باشگاه فوتبال توکیو، باشگاه فوتبال توکیو وردی، و باشگاه فوتبال جف یونایتد ایچیهارا چیبا اشاره کرد.